# Campionat del món de ciclisme en pista de 1906
El Campionat Mundial de Ciclisme en Pista de 1906 es va celebrar a Ginebra (Suïssa) del 29 de juliol al 5 d'agost de 1906. En total es va competir en 4 disciplines, 2 de professionals i 2 d'amateurs.

## Resultats

### Professional
| Prova                | Or                             | Argent                        | Bronze                       |
| Velocitat individual | Thorvald Ellegaard · Dinamarca | Gabriel Poulain · França      | Émile Friol · França         |
| Darrere moto         | Louis Darragon · França        | Arthur Vanderstuyft · Bèlgica | Jules Schwitzguébel · Suïssa |

### Amateur
| Prova                | Or                          | Argent                  | Bronze                     |
| Velocitat individual | Francesco Verri · Itàlia    | Émile Delage · França   | Dario Rondelli · França    |
| Darrere moto         | Maurice Bardonneau · França | Victor Tubbax · Bèlgica | Émile Eigeldinger · França |

## Medaller
| Pos. | País      | Or | Plata | Bronze | Total |
| 1    | França    | 2  | 2     | 3      | 7     |
| 2    | Dinamarca | 1  | 0     | 0      | 1     |
| -    | Itàlia    | 1  | 0     | 0      | 1     |
| 4    | Bèlgica   | 0  | 2     | 0      | 2     |
| 5    | Suïssa    | 0  | 0     | 1      | 1     |